# Mouvement pour la libération de Sao Tomé-et-Principe – Parti social-démocrate
Pour les articles homonymes, voir Parti social-démocrate.
Le Mouvement pour la libération de Sao Tomé-et-Principe – Parti social-démocrate (Movimento de Libertação de São Tomé e Príncipe – Partido Social Democrata, abrégé en MLSTP-PSD), anciennement Comité pour la libération de Sao Tomé-et-Principe (Comitê pela Libertação de São Tomé e Príncipe) puis Mouvement pour la libération de Sao Tomé-et-Principe (Movimento de Libertação de São Tomé e Príncipe), est un parti politique social-démocrate de Sao Tomé-et-Principe, membre consultatif de l'Internationale socialiste.

## Historique

### Fondation
Le groupement a été fondé en 1960 sous le nom CLSTP (Comité pour la libération de Sao Tomé-et-Principe) par des exilés au Gabon. Leur but est l’indépendance de la province portugaise d’outre-mer. Sous le régime autoritaire d’António de Oliveira Salazar, l’action politique était strictement interdite et empêchée par l’organisation policière PIDE. Comme tous les mouvements d’indépendance au sein de l’empire portugais, le CLSTP est dans un premier temps orienté vers le marxisme. Le 12 juillet 1972, le groupe est renommé en MLSTP.

### Parti unique
Après la révolution des Œillets au Portugal le 25 avril 1974, le nouveau régime de Lisbonne décide d’abandonner les territoires d’outre-mer. En novembre 1974, des négociations ont lieu à Alger entre le Portugal et le MLSTP. Elles conduisent à l’indépendance de Sao Tomé-et-Principe le 12 juillet 1975. Le parti gagne l’ensemble des 16 sièges au sein de l’assemblée constituante.
Le secrétaire général du MLSTP, Manuel Pinto da Costa est élu premier président du pays, et le MLSTP est au pouvoir comme parti unique jusqu’en 1991. Durant cette période, le parti entretient des relations étroites avec l’Union soviétique, Cuba, la RDA et la république populaire de Chine. À cause des difficultés économiques croissantes, le parti se détache petit à petit à partir de 1985 du bloc de l'Est. Fin 1989, une aile du parti s’engage pour l’introduction de la démocratie et en août 1990, une nouvelle constitution est entérinée par référendum. Un congrès du parti en octobre 1990 élit Carlos da Graça comme nouveau secrétaire général. Le parti est renommé en MLSTP-PSD, ajoutant « Parti social-démocrate » au nom du parti, et se met à défendre un idéal social-démocrate. Il change également son drapeau.

### Après l'introduction de la démocratie
Lors des premières élections libres du 20 janvier 1991, le MLSTP-PSD atteint 30,5 % des voix obtenant ainsi 21 des 55 sièges au parlement et son groupe dans l’opposition. Lors des élections présidentielles, le candidat indépendant Miguel Trovoada s’impose comme le successeur de Manuel Pinto da Costa.
Lors des élections régionales en décembre 1992, le MLSTP-PSD remporte un grand succès et gagne dans cinq des sept provinces. Les élections législatives suivantes du 3 octobre 1994 voient le parti gagner 27 des 55 sièges et revenir au pouvoir. Son président Carlos da Graça devient alors Premier ministre. En mars 1995, le parti l’emporte lors des élections législatives de l’île de Principe. Aux élections présidentielles de 1995, le président Miguel Trovoada est réélu au second tour battant une seconde fois l’ancien président Manuel Pinto da Costa.
Un congrès du parti nomme da Costa président du parti en mai 1998. Le 8 novembre 1998, le MLSTP-PSD atteint pour la première fois la majorité absolue avec 31 députés. Le 27 février 2001, Costa se représente aux élections présidentielles et perd de nouveau, cette fois contre Fradique de Menezes, qui obtient 55 % des voix. Les élections législatives de mars 2002 confortent le parti dans son rôle de premier parti mais n’obtient que 24 des 55 sièges. Il est ainsi obligé d'entrer dans des coalitions au parlement.
Après trois défaites électorales consécutives, dont la dernière en date concerne les élections municipales de 2010, le président du Mouvement pour la libération de Sao Tomé-et-Principe – Parti social-démocrate, Guilherme Posser da Costa, démissionne le 28 août 2010. L'intérim est assuré par Dionísio Dias, son vice-président. En janvier 2011, Aurélio Martins est élu nouveau président. Fin 2011, le premier président Manuel Pinto da Costa, figure emblématique du parti, revient au pouvoir mais il n'est plus adhérent du parti. En juin 2012, Jorge Amado est élu président du parti, avec notamment Osvaldo Vaz comme vice-président. Amado devient rapidement une figure contestée au sein même de l'organisation, et Vaz le remplace en tant que tête de liste aux élections législatives de 2014. La même année, un dissent du parti, António Quintas, également ancien membre de l'Action démocratique indépendante, créé la Plateforme national pour le développement de Sao Tomé-et-Principe (Plataforma Nacional para Desenvolvimento de São Tomé e Príncipe) pour les élections. Aurélio Martins est réélu président du parti en janvier 2016.
En vue des législatives de 2018, le Mouvement pour la libération de Sao Tomé-et-Principe – Parti social-démocrate organise une conférence nationale les 25 et 26 novembre 2017. Le 3 mai 2018, la Commission politique nationale suspend les différents chefs du parti : le président Aurélio Martins, le président du groupe parlementaire Jorge Amado et le président de la troisième commission de l'Assemblée nationale Vasco Guiva. Amado est remplacé par Arlindo Barbosa ; une commission de renforcement institutionnel est instituée, présidée par Américo Barros.
À l'occasion du cinquième congrès du parti le 30 juin 2018, trois personnes sont cités pour la candidature à la présidence du parti, pour succéder à Aurélio Martins — suspendu pour « trahison » — : Américo Barros, un économiste et porte-parole du parti, Elsa Pinto, une juriste, et Jorge Bom Jesus, un linguiste et ancien ministre de l'Éducation et de la Culture. Ce dernier est élu président, et Elsa Pinto, Américo Barros ainsi qu'Osvaldo Abreu sont nommés vice-présidents.
Aux élections législatives, le MLSTP-PSD arrive en deuxième position mais obtient une avancée en nombre de voix et de sièges (25 sur 55),. Il met en place une alliance avec la coalition Parti de convergence démocratique-Union MDFM-UDD pour pouvoir former un gouvernement et obtenir la majorité à l'Assemblée nationale. Jorge Bom Jesus devient Premier ministre le 3 décembre.
Jorge Bom Jesus est réélu à la présidence du parti le 20 mars 2022. Il obtient la majorité absolue, devant Américo Barro (28 %) et Rafael Branco (20 %). Les vices-présidents sont l'ancien secrétaire général Arlindo Barbosa, le vice-président de l'Assemblée nationale Guilherme Otaviano et le directeur de l'Institut national des routes Gabdulo Quaresma. Le secrétariat général est confié à la ministre de la Santé Filomena Monteiro.

## Organisations politiques associées

### Mouvement de jeunesse
La Jeunesse du Mouvement pour la libération de Sao Tomé-et-Principe (JMLSTP, Juventude do Movimento de Libertação de São Tomé e Príncipe) est le mouvement de jeunesse du Mouvement pour la libération de Sao Tomé-et-Principe – Parti social-démocrate.
De 1975 à 1991, le secrétaire national de la JMLSTP est Alcino Pinto. En décembre 2013, Jerssy Costa est élu à sa présidence par 1 200 de ses membres.

### Mouvement féminin
Le MLSTP-PSD possède une branche féminine, l'Organisation des femmes de Sao Tomé-et-Principe (OMSTP ou OMSTEP, Organização das Mulheres de São Tomé e Príncipe). Elle est dirigée en 2016 par Maria das Neves, ancienne Première ministre.

## Direction du parti

### Présidents
| No  | Portrait                                                               | Nom                                                                    | Début                                | Fin             | Titre                 |
| --- | ---------------------------------------------------------------------- | ---------------------------------------------------------------------- | ------------------------------------ | --------------- | --------------------- |
| 1   | Manuel Pinto da Costa                                                  | Manuel Pinto da Costa                                                  | juillet 1972                         | mai 2005        | Secrétaire général    |
| 2   | Guilherme Posser da Costa                                              | Guilherme Posser da Costa                                              | 27 mai 2005                          | 28 août 2010    | Président             |
| -   | Dionísio Dias                                                          | Dionísio Dias                                                          | 28 août 2010                         | 15 janvier 2011 | Président par intérim |
| 3   | Aurélio Martins                                                        | Aurélio Martins                                                        | 15 janvier 2011                      | ?               | Président             |
| 4   | Jorge Amado                                                            | Jorge Amado                                                            | juin 2012                            | ?               | Président             |
| (3) | Aurélio Martins                                                        | Aurélio Martins                                                        | ? (réélu en janvier 2016)            | 3 mai 2018      | Président             |
| -   | Commission de renforcement institutionnel, présidée par Américo Barros | Commission de renforcement institutionnel, présidée par Américo Barros | 3 mai 2018                           | 30 juin 2018    | Intérim               |
| 5   | Jorge Bom Jesus                                                        | Jorge Bom Jesus                                                        | 30 juin 2018 (réélu le 20 mars 2022) | en cours        | Président             |

### Secrétariat national
Depuis le VIe congrès du parti, en mars 2022, le secrétariat national du Mouvement pour la libération de Sao Tomé-et-Principe – Parti social-démocrate est composé de :
- président : Jorge Bom Jesus ;
- vice-présidents : Arlindo Barbosa, Guilherme Otaviano et Gabdulo Quaresma ;
- secrétaire générale : Filomena Monteiro.

## Résultats électoraux

### Élections présidentielles
| Année | Candidat                       | 1er tour                        | 1er tour                        | 1er tour                        | 2d tour | 2d tour | 2d tour |
| Année | Candidat                       | Voix                            | %                               | Rang                            | Voix    | %       | Rang    |
| ----- | ------------------------------ | ------------------------------- | ------------------------------- | ------------------------------- | ------- | ------- | ------- |
| 1975  | Manuel Pinto da Costa          | Élu secrétaire général du parti | Élu secrétaire général du parti | Élu secrétaire général du parti | -       | -       | -       |
| 1980  | Manuel Pinto da Costa          | Élu secrétaire général du parti | Élu secrétaire général du parti | Élu secrétaire général du parti | -       | -       | -       |
| 1985  | Manuel Pinto da Costa          | Élu secrétaire général du parti | Élu secrétaire général du parti | Élu secrétaire général du parti | -       | -       | -       |
| 1996  | Manuel Pinto da Costa          | 13 627                          | 37,70                           | 2e                              | 17 820  | 47,30   | 2e      |
| 2001  | Manuel Pinto da Costa          | 18 762                          | 21,79                           | 2e                              | -       | -       | -       |
| 2006  | soutien Patrice Trovoada (ADI) | 28 338                          | 38,80                           | 2e                              | -       | -       | -       |
| 2011  | Aurélio Martins                | 2 445                           | 4,06                            | 5e                              | -       | -       | -       |
| 2016  | Maria das Neves                | 16 828                          | 24,31                           | 3e                              | -       | -       | -       |
| 2021  | Guilherme Posser da Costa      | 16 829                          | 20,75                           | 2e                              | 33 557  | 42,46   | 2e      |

### Élections législatives
| Année               | Résultats | Résultats | Sièges  | Rang | Gouvernement                                   |
| Année               | Voix      | %         | Sièges  | Rang | Gouvernement                                   |
| ------------------- | --------- | --------- | ------- | ---- | ---------------------------------------------- |
| 1975 (constituante) |           |           | 16 / 16 | 1er  | Parti unique                                   |
| 1980                |           |           | 40 / 40 | 1er  | Parti unique                                   |
| 1985                |           |           | 51 / 51 | 1er  | Parti unique                                   |
| 1991                | 12 090    | 30,50     | 21 / 55 | 2e   | Opposition                                     |
| 1994                | 10 782    | 42,53     | 27 / 55 | 1er  | Majorité gouvernementale                       |
| 1998                | 14 795    | 50,8      | 31 / 55 | 1er  | Majorité gouvernementale Opposition            |
| 2002                | 15 618    | 39,56     | 24 / 55 | 1er  | Opposition Majorité gouvernementale            |
| 2006                | 15 733    | 30,21     | 20 / 55 | 2e   | Opposition Majorité gouvernementale            |
| 2010                | 22 510    | 32,81     | 21 / 55 | 2e   | Opposition Majorité gouvernementale Opposition |
| 2014                | 16 573    | 24,71     | 16 / 55 | 2e   | Opposition                                     |
| 2018                | 31 634    | 40,32     | 23 / 55 | 2e   | Majorité gouvernementale                       |
| 2022                | 25 531    | 32,70     | 18 / 55 | 2e   | Opposition                                     |

### Élections municipales
| Année | Résultats | Résultats | Sièges  | Rang |
| Année | Voix      | %         | Sièges  | Rang |
| ----- | --------- | --------- | ------- | ---- |
| 1992  |           |           | 38 / 59 | 1er  |
| 2006  |           |           | 9 / 54  | 2e   |
| 2010  |           |           |         | 1er  |
| 2014  | 15 640    | 23,35     | 16 / 54 | 2e   |
| 2018  | 23 085    | 32,56     | 24 / 63 | 2e   |
| 2022  |           |           | 13 / 68 | 1er  |

### Élections régionales
| Année | Résultats | Résultats | Sièges | Rang |
| Année | Voix      | %         | Sièges | Rang |
| ----- | --------- | --------- | ------ | ---- |
| 1995  |           |           |        | 1er  |
| 2006  |           |           | 0 / 7  |      |
| 2010  | 1 039     |           | 0 / 7  | 2e   |
| 2014  | 706       | 21,7      | 2 / 7  | 2e   |
| 2018  | 423       | 9,62      | 0 / 7  | 3e   |
| 2022a | 1 795     | 37,44     | 3 / 9  | 2e   |

a  Coalition avec le Mouvement vert pour le développement de Principe (MVDP).

## Identité visuelle

Drapeau utilisé de 1972 à novembre 1975[23].
Drapeau utilisé de novembre 1975 à octobre 1990[23].
Drapeau utilisé depuis octobre 1990[23].
Emblème utilisé depuis octobre 1990[23].